# Martien van der Zwan
Martien van der Zwan (1973) is een Nederlands organist, componist en dirigent.

## Levenloop
Van der Zwan studeerde orgel bij Arie J. Keijzer en Bas de Vroome aan het Rotterdams Conservatorium. Hij had als bijvak piano en zanglessen en improvisatielessen bij Jan Bonefaas. Aan het Koninklijk Conservatorium in Den Haag rondde hij met na een opleiding schoolmuziek zijn studie af.
Van der Zwan werd in 2005 aangesteld als organist aan de Hervormde kerk in IJsselstein en de Christelijk Gereformeerde Kerk in Rijnsaterwoude. Als dirigent leid hij het jongerenkoor "Heman" en het kleinkoor "Kol-Sjariem". Tevens leidt hij samen met Leander van der Steen het instrumentale ensemble "Parlando". Hij geeft als muziekdocent les aan het Gomarus Scholengemeenschap in Gorinchem. Daarnaast componeert hij muziekstukken voor piano, gemengde koren en psalmen.

## Discografie
- Filomusica
- Vanwaar mijn Hulp komt

## Bladmuziek
- Korte koraalvoorspelen I
- Korte koraalvoorspelen II
- Korte koraalvoorspelen III
- Korte koraalvoorspelen IV
- Korte koraalvoorspelen V
- Korte koraalvoorspelen VI
- Korte koraalvoorspelen VII
- Houdt dan de lofzang gaande
- Voorspelen bij de 150 psalmen
- Psalm Preludes
- Drie lofzangen